# Janthinea friwaldszkii
Janthinea friwaldszkii är en fjärilsart som beskrevs av Philogène Auguste Joseph Duponchel 1835. Janthinea friwaldszkii ingår i släktet Janthinea och familjen nattflyn. Inga underarter finns listade i Catalogue of Life.